# Columbia Mountains (Antarktis)
Columbia Mountains är ett berg i Antarktis. Det ligger i Västantarktis. Argentina, Chile och Storbritannien gör anspråk på området. Toppen på Columbia Mountains är 1 811 meter över havet.
Terrängen runt Columbia Mountains är platt åt sydväst, men åt nordost är den kuperad. Terrängen runt Columbia Mountains sluttar brant österut. Trakten är obefolkad. Det finns inga samhällen i närheten.